# إيمان مبعلي
إيمان مبعلي (بالفارسية: ایمان مبعلی)، من مواليد 3 نوفمبر 1982 في إزه في إيران، لاعب كرة قدم إيراني.
بدأ مسيرته الكروية مع نادي فولاد في عام 2000، ولعب معهم حتى عام 2005، وسجل معهم 23 هدف.
في عام 2005 انتقل موبعلي إلى نادي الشباب الإماراتي. أما في صيف 2008 فقد انتقل إلى نادي الوصل.
و قد بدأ باللعب مع منتخب إيران لكرة القدم في عام 2001.

## روابط خارجية
- إيمان مبعلي على موقع الاتحاد الدولي (مؤرشف)  (الإنجليزية)
- إيمان مبعلي على موقع قاعدة بيانات كرة القدم.إي يو (الإنجليزية)
- إيمان مبعلي على موقع ناشيونال فوتبول تيمز (الإنجليزية)
- إيمان مبعلي على موقع عالم كرة القدم.نت (الإنجليزية)
- إيمان مبعلي على موقع كووورة